# ダイハツ・CB型エンジン
ダイハツ・CB型エンジン（ダイハツ・シービーがたエンジン）は、1977年から1998年までダイハツ工業が生産していた小型車用エンジンの一つである。
本項目では993ccガソリンエンジンのCB型と共にダイハツ・C系列エンジンを構成する、843ccのCD型や926ccのCE型、ディーゼルエンジンのCL型についても包括して記述を行う。

## 概要
1970年ごろより研究開発が開始され、1977年にシャレード用の前輪駆動横置きエンジンとして市場に投入された。基本仕様は水冷4ストローク直列3気筒OHC6バルブ、内径76.0mm×行程73.0mm、総排気量993cc。鋳鉄製シリンダーブロック、アルミ合金製シリンダーヘッドを採用し、バルブトレインはタイミングベルト駆動である。
CB型を始めとするC系列エンジンは、ダイハツが初めて市場に投入した直列3気筒エンジンであり、自動車史上でも20世紀初頭の小数生産の自動車を除いては、量産車両としては世界初の4ストローク直列3気筒エンジンであった。それまで、スズキ・フロンテのLC10型や、DKWのen:DKW 3=6、サーブのサーブ・93などの2ストローク機関での直列3気筒は、燃焼行程の間隔が4ストロークの直列6気筒に相当するもので、比較的ありふれたものであったが、4ストロークでは直列3気筒特有の偶力振動が排気量の小さな2ストロークより大きく発生する問題により、CB型の登場まで久しく自動車史上からも忘れられた存在であった。ダイハツはCB型の開発にあたり、1本のバランスシャフトをクランクシャフトと平行に配置する事によりこの偶力振動を低減、他の気筒レイアウトに劣らない静粛性を実現し、量産販売に漕ぎ着けた。
シャレードの前身であるコンソルテでは、オート三輪時代より製造実績のあったF系列エンジンの後裔である、OHV直列4気筒のFE型が採用されていたが、1973年より日本でも本格的に開始された自動車排ガス規制の影響を受け、昭和51年排出ガス規制に適合できなかった事により1976年12月に生産終了に追い込まれた。「1気筒辺り330ccの3気筒エンジンがコンパクトカーに最適である」というダイハツ独自の設計思想の元に、F系列エンジンを捨てる形で新開発されたCB型は、FE型に引き続きトヨタ自動車のトヨタトータルクリーンシステム(TTC)の技術供与を受け、希薄燃焼方式(TTC-L)のTGP（乱流生成ポッド、Turbulence Generating Pot）を燃焼室に採用、DECS-Lの名称が用いられたこの技術の導入により、CB型は軽自動車用エンジンのAB型共々昭和53年排出ガス規制に適合した。
1983年にはCB型を元にディーゼルエンジンのCL型を発表。自動車用では世界最小のディーゼルエンジンとして注目を集めた。自然吸気キャブレターが中心であったガソリンエンジンは、1982年に843ccへのボアダウンを施したCD型が登場、縦置きエンジン仕様とされた993ccのCB40型と共にハイゼットの輸出仕様にも搭載され、この頃よりCB型のイノチェンティ・ミニへのOEM供給も始まった。1984年には当時のモータースポーツのレギュレーションに特化した926cc（過給係数1.4を掛けても1.3リッター以下クラスに入る）SOHCキャブターボのCE型を発表、1987年にはDOHCEFIインタークーラーターボのCB70型も追加され、CB型エンジンとシャレードはモータースポーツの世界でも活躍した。しかし、CB型をふくむC系列エンジンの採用はシャレード以外の車種にあまり広まらず、シャレード自身においても1988年に追加された直列4気筒のHC型に、1993年のモデルチェンジで完全に取って代わられ、姿を消す事となった。輸出仕様のシャレードではHC型登場後もNA・EFI仕様のCB90型が廉価版として暫く併売され、オーストラリア仕様では1996年まで採用されていたが、世界的には1998年に7代目ハイゼットの輸出仕様1000cc車(S85型)の製造終了により、C系列エンジンはその使命を終えた。
CB型の生み出したコンセプトである1,000ccサイズの直列3気筒自体は、その後1998年にE系列エンジンのEJ型により復活、2004年のKR型、そして2021年の1,200cc級・直列3気筒エンジンのWA型を経て現在まで受け継がれている。また4ストローク直列3気筒のレイアウトも、同社のEB型を始め他社も含めた軽自動車やコンパクトカーの多くで採用される、日本では最もポピュラーな気筒レイアウトの一つとなり今日に至っている。
また、ハイゼット輸出仕様をルーツとする中国の天津汽車や柳州五菱汽車の小型トラックでも、CB型を母体とするガソリンエンジンの採用が継続されている。

## 系譜
- FE型（1965年-1977年、ここまで水冷直列4気筒）→CB型（1977年-1998年、これより水冷直列3気筒）→EJ型（1998年-2004年）→KR型（2004年-現在）→WA型（2021年-現在、1,196cc）
- CD型（1982年-1990年、850cc）→ED型（1986年-現在、EB型ベース）

## CB型 (993cc)

### 主要諸元
|           |          | 最大出力 | 最大出力 | 最大出力 | 最大トルク | 最大トルク | 最大トルク | 最大トルク | 工業規格 | 圧縮比  | 燃料供給装置      | 出力表記 | 搭載車種 | 備考                                                             |
| PS        | kW       | rpm      | kgm      | Nm       | lbft       | rpm        |            |            | 工業規格 | 圧縮比  | 燃料供給装置      | 出力表記 | 搭載車種 | 備考                                                             |
| --------- | -------- | -------- | -------- | -------- | ---------- | ---------- | ---------- | ---------- | -------- | ------- | ----------------- | -------- | --- | ---------------------------------------------------------------- |
| CB CB10   | 6V SOHC  | 55       | 40       | 5,500    | 7.8        | 76         | 56         | 2,800      | JIS      | 8.7     | キャブ            | グロス   | シャレードXTE/XGE/XT/XG/XO(G10) ハイゼット S70/75/76(6代目輸出仕様 1981-1986) ハイゼット S85トラック(7代目輸出仕様 1986-1989) | CB(77.10-79.9) CB10(79.9-80.10) 輸出ハイゼットの縦置き仕様は45HP |
| CB20      | 6V SOHC  | 50       | 37       | –        | –          | –          | –          | –          | –        | 9.0     | キャブ            | –        | シャレード輸出仕様(G10) | 77-93(有鉛) 81以降は52PS                                         |
| CB11      | 6V SOHC  | 55       | 40       | 5,500    | 7.8        | 76         | 56         | 2,800      | JIS      | 9.1     | キャブ            | グロス   | シャレードXGC/XGL/XGE/XG/XD(G10)                                                                                              | 80.10-83.1(MT車)                                                 |
| CB31      | 6V SOHC  | 60       | 44       | 5,600    | 8.2        | 80         | 59         | 3,200      | JIS      | 9.1     | キャブ            | グロス   | シャレードXTE/XTS/XT(G10) | 79.9-80.10(MT車)                                                 |
| CB32      | 6V SOHC  | 60       | 44       | 5,600    | 8.3        | 81         | 60         | 3,200      | JIS      | 9.1     | キャブ            | グロス   | シャレード(G10) | 80.10-83.1(AT全車)                                               |
| CB12      | 6V SOHC  | 55       | 40       | 5,500    | 7.8        | 76         | 56         | 2,800      | JIS      | 9.5     | キャブ            | グロス   | シャレード(G11) | 83.1-87.1                                                        |
| CB22      | 6V SOHC  | 60       | 44       | 5,600    | 8.3        | 81         | 60         | 3,200      | JIS      | 9.5     | キャブ            | グロス   | シャレードバン(G11) | 83.1-87.1                                                        |
| CB22      | 6V SOHC  | 52       | 38       | 5,600    | 7.5        | 74         | 54         | 3,200      | –        | 9.1     | キャブ            | –        | イノチェンティ・ミニ トレ・チリンドリ/ミニトレ/SE/SE スペチアーレ                                                             | 1982-1986(5MT)                                                   |
| CB22      | 6V SOHC  | 52       | 38       | 5,800    | 7.1        | 70         | 51         | 3,600      | –        | 9.1     | キャブ            | –        | イノチェンティ・ミニ トレ・チリンドリ/ミニトレ/SE/SE スペチアーレ                                                             | 1986-1987(5MT)                                                   |
| CB22      | 6V SOHC  | 52       | 38       | 5,600    | 7.1        | 70         | 51         | 3,200      | –        | 9.1     | キャブ            | –        | イノチェンティ・ミニ ミニマティックSE                                                                                         | 1984-1986(2AT)                                                   |
| CB33      | 6V SOHC  | 60       | 44       | 5,600    | 8.3        | 81         | 60         | 3,200      | JIS      | 9.5     | キャブ            | グロス   | シャレードTX/TS/TD/CS/ CD(G11、MT) CX(G11、AT)                                                                                | 83.1-87.1                                                        |
| CB34 CB35 | 6V SOHC  | 55       | 40       | 5,500    | 7.8        | 76         | 56         | 2,800      | JIS      | 9.5     | 電子制御式 キャブ | グロス   | シャレードCX(G11、MT) | CB34(83.1-85.2) CB35(85.2-87.1)                                  |
| CB23      | 6V SOHC  | 50       | 37       | –        | –          | –          | –          | –          | –        | 9.5     | キャブ            | –        | シャレード輸出仕様(G11/G100)                                                                                                  | 83-87(G11、有鉛) 87-93(G100、有鉛)                               |
| CB23      | 6V SOHC  | 52       | 38       | 5,600    | 7.8        | 76         | 56         | 3,200      | –        | 9.5     | キャブ            | –        | イノチェンティ・ミニ 990 SE/SL(スモール) 990 SE/SL                                                                            | 1986–1988(5MT)                                                   |
| CB23      | 6V SOHC  | 53       | 39       | 5,750    | 7.8        | 76         | 56         | 3,500      | –        | 9.5     | キャブ            | –        | イノチェンティ・ミニ 990 SE/SL(スモール) 990 SE/SL                                                                            | 1988–1993(5MT)                                                   |
| CB23      | 6V SOHC  | 50       | 37       | 5,900    | 7.4        | 73         | 54         | 3,300      | –        | 9.5     | EFI               | –        | イノチェンティ・ミニ スモール 990 SE                                                                                          | 1988–1993(5MT、触媒付)                                           |
| CB23      | 6V SOHC  | 52       | 38       | 5,800    | 7.1        | 70         | 51         | 3,600      | –        | 9.5     | キャブ            | –        | イノチェンティ・ミニ 990 マティック                                                                                           | 1986–1988(2AT)                                                   |
| CB23      | 6V SOHC  | 53       | 39       | 5,750    | 7.8        | 76         | 56         | 3,500      | –        | 9.5     | キャブ            | –        | イノチェンティ・ミニ 990 マティック                                                                                           | 1988–1990(2AT)                                                   |
| CB41      | 6V SOHC  | 45       | 33       | –        | –          | –          | –          | –          | –        | 8.7/9.0 | キャブ            | –        | ハイゼット輸出仕様(S86バンのみ) ハイゼット輸出仕様(S85)                                                                       | 86.01-88.12(S86) 93.08-97.06(S85) 縦置きエンジン                 |
| CB50      | 6V SOHC  | 80       | 59       | 5,500    | 12         | 118        | 87         | 3,500      | JIS      | 8.0     | キャブ ターボ     | グロス   | シャレードターボ/ デ・トマソ・ターボ(G11)                                                                                     | 83.9-87.1                                                        |
| CB-DT     | 6V SOHC  | 72       | 53       | 6,200    | 9.5        | 93         | 69         | 4,400      | –        | 9.1     | キャブ ターボ     | –        | イノチェンティ・ミニ ターボ・デ・トマソ                                                                                       | 1983-1984 CB22のターボ版                                         |
| CB60      | 6V SOHC  | 68       | 50       | –        | –          | –          | –          | –          | –        | 8.0     | キャブ ターボ     | –        | シャレード輸出仕様(G11/G100)                                                                                                  | 83-87(G11、無鉛) 87-93(G100、無鉛)                               |
| CB60      | 6V SOHC  | 72       | 53       | 5,700    | 10.4       | 102        | 75         | 3,500      | –        | 8.0     | キャブ ターボ     | –        | イノチェンティ・ミニ ターボ・デ・トマソ                                                                                       | 1984–1988                                                        |
| CB60      | 6V SOHC  | 68       | 50       | 5,500    | 10.6       | 104        | 77         | 3,200      | –        | 8.0     | キャブ ターボ     | –        | イノチェンティ・ミニ ターボ・デ・トマソ                                                                                       | 1984–1987(触媒付き)                                              |
| CB36      | 6V SOHC  | 50       | 37       | 5,600    | 7.6        | 75         | 55         | 3,200      | JIS      | 9.5     | 電子制御式 キャブ | ネット   | シャレードCS(G100、5MT) | 87.1-93.1                                                        |
| CB37      | 6V SOHC  | 55       | 40       | 5,600    | 8.0        | 78         | 58         | 3,600      | JIS      | 9.5     | 電子制御式 キャブ | ネット   | シャレードCD/TD/TX/CX/ TS/CS/WILL/POSE/ KISSA1.0(G100)                                                                        | 87.1-93.1                                                        |
| CB51      | 6V SOHC  | 73       | 54       | 5,600    | 11         | 108        | 80         | 3,600      | JIS      | 8.0     | キャブ ターボ     | ネット   | シャレードTRターボ/ CXターボ(G100)                                                                                            | 87.1-93.1                                                        |
| CB61      | 6V SOHC  | 68       | 50       | –        | –          | –          | –          | –          | –        | 8.0     | キャブ ターボ     | –        | シャレード輸出仕様(G11/G100)                                                                                                  | 84-87(G11) 87-90(G100)                                           |
| CB61      | 6V SOHC  | 72       | 53       | 5,800    | 10.8       | 106        | 78         | 3,400      | –        | 8.0     | キャブ ターボ     | –        | イノチェンティ・ミニ ターボ・デ・トマソ                                                                                       | 1988–1990                                                        |
| CB70      | 12V DOHC | 105      | 77       | –        | –          | –          | –          | –          | –        | –       | EFI ICターボ      | –        | シャレード輸出仕様(G100) | 1987-1993                                                        |
| CB71      | 12V DOHC | 105      | 77       | 6,500    | 13.3       | 130        | 96         | 3,500      | JIS      | 7.8     | EFI ICターボ      | ネット   | シャレードGT-ti/GT-XX(G100)                                                                                                   | 87.1-93.1                                                        |
| CB80      | 12V DOHC | 105      | 77       | –        | –          | –          | –          | –          | –        | –       | EFI ICターボ      | –        | シャレード輸出仕様(G100) | 1987-1992                                                        |
| CB90      | 6V SOHC  | 54       | 40       | –        | –          | –          | –          | –          | –        | 9.5     | EFI               | –        | シャレード北米仕様(G100) | 1989-1993                                                        |
| CB24      | 6V SOHC  | –        | –        | –        | –          | –          | –          | –          | –        | –       | キャブ            | –        | シャレード豪州仕様(G202) | 1993-1996 ヘッドと排ガス対策機器はCB23と共通                     |
| CB42      | 6V SOHC  | 47       | 35       | –        | –          | –          | –          | –          | –        | 9.5     | EFI               | –        | ハイゼット輸出仕様(S86) | 1994-1998 縦置きエンジン                                         |

## CL型 (993ccディーゼル)

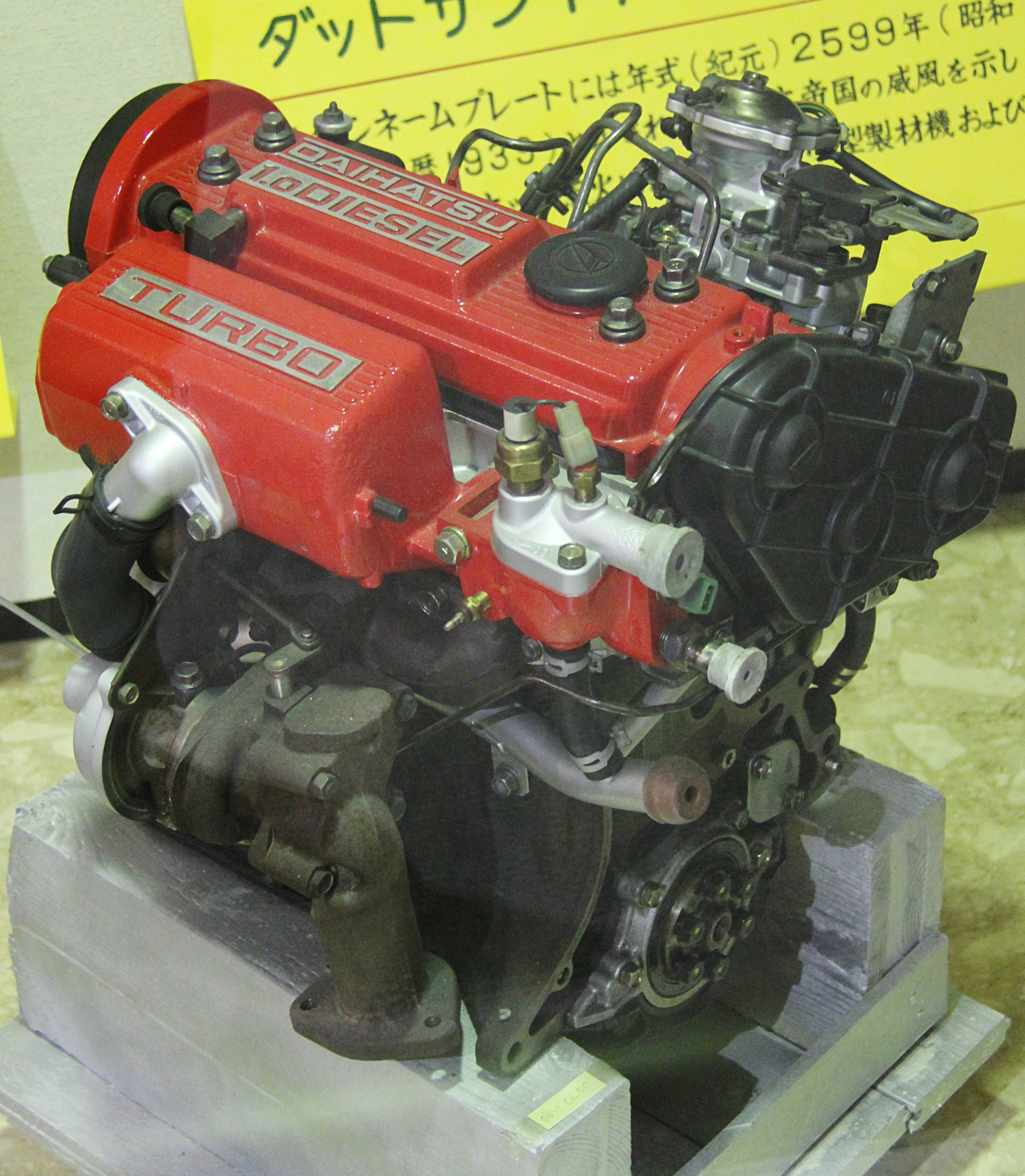
CL50型ディーゼルターボエンジン

CL型は1983年にCB型をベースに開発されたディーゼルエンジンである。ディーゼルエンジンの小型化は、気筒辺り容積が小さくなればなるほど燃焼室が冷えやすくなるために、熱効率の高いエンジンを作りにくい技術的困難が存在したが、CB型の1気筒当たり330ccの余裕ある気筒容積が、当時の自動車用として世界最小の1,000cc級ディーゼルエンジンを実現したという。基本仕様はCB型に準じた物であるが、圧縮比は21.5、噴射ポンプはボッシュVE型、シリンダーヘッド形状は渦流式燃焼室を採用、ガソリンエンジンに劣らない高速回転性能と、60km/h定地走行ではリッター35km以上の燃費性能を獲得した。1984年にはディーゼルターボ仕様も登場した。
CL型もCB型と同様にシャレードの他はイノチェンティ・ミニにしか採用は広まらず、1993年のG200系シャレードの登場と同時にCB型共々製造を終了した。その後現在に至るまでダイハツの小排気量ディーゼルの系譜は途絶えたままとなっている。

### 主要諸元
|           |         | 最大出力 | 最大出力 | 最大出力 | 最大トルク | 最大トルク | 最大トルク | 最大トルク | 工業規格 | 圧縮比 | 吸気     | 出力表記 | 搭載車種                                              | 備考                             |
| PS        | kW      | rpm      | kgm      | Nm       | lbft       | rpm        |            |            | 工業規格 | 圧縮比 | 吸気     | 出力表記 | 搭載車種                                              | 備考                             |
| --------- | ------- | -------- | -------- | -------- | ---------- | ---------- | ---------- | ---------- | -------- | ------ | -------- | -------- | ----------------------------------------------------- | -------------------------------- |
| CL10      | 6V SOHC | 38       | 28       | 4,800    | 6.3        | 62         | 46         | 3,500      | JIS      | 21.5   | 自然吸気 | グロス   | シャレードTB/TA/TD/CD/TS/CS(G30)                      | 83.1-87.1                        |
| CL10      | 6V SOHC | 37       | 27       | 4,600    | 6.0        | 59         | 43         | 3,450      | –        | 21.5   | 自然吸気 | –        | イノチェンティ・ミニ ディーゼルSE                     | 1984–1985                        |
| CL10      | 6V SOHC | 37       | 27       | 4,600    | 6.1        | 60         | 44         | 3,000      | –        | 21.5   | 自然吸気 | –        | イノチェンティ・ミニ ディーゼルSE 990 ディーゼルSE/SL | 1985–1987(ミニ) 1986–1988(990)   |
| CL50      | 6V SOHC | 50       | 37       | 4,800    | 9.3        | 91         | 67         | 2,900      | JIS      | 21.5   | ターボ   | グロス   | シャレードディーゼルターボ(G30)                       | 83.1-87.1                        |
| CL60 CL61 | 6V SOHC | 37       | 27       | –        | –          | –          | –          | –          | –        | 21.5   | ターボ   | –        | シャレード輸出仕様(G30/G101)                          | 1985-1987(G30) 1987-1993(G101)   |
| CL30      | 6V SOHC | 38       | 28       | 5,000    | 6.2        | 61         | 45         | 3,200      | JIS      | 21.5   | 自然吸気 | ネット   | シャレードTD/CD(G101)                                 | 87.1-93.1                        |
| CL51 CL71 | 6V SOHC | 50       | 37       | 5,000    | 9.2        | 90         | 67         | 3,200      | JIS      | 21.5   | ターボ   | ネット   | シャレードTX-TURBO/ CX-TURBO/CS-TURBO(G101)           | 87.1-93.1(CL51は AT、CL71はMT用) |
| CL11      | 6V SOHC | 37       | 27       | 4,800    | 6.0        | 59         | 43         | 3,200      | –        | –      | 自然吸気 | –        | イノチェンティ・ミニ 990 ディーゼルSE/SL              | 1988–1990                        |

## CD型 (843cc)
CD型は、1982年にチリを始めとするラテンアメリカ諸国へと輸出されるシャレードやハイゼット向けに開発されたエンジンである。CB型をベースに内径を70.0mmにボアダウンしている。最大出力は41 PS (30 kW)。キャブレター仕様のみが製造され、輸出仕様のG10型/G21型シャレードや、S70型ハイゼット(6代目S65型ベース、1983-1986年)、S84型ハイゼット(7代目S80型ベース、1986-1989年)などに採用された。ハイゼット向けの縦置き仕様のCD型はCD20型と呼ばれ、39 bhp (29 kW)を発揮した。
ダイハツ製車両では1990年にG21型シャレードの輸出が終了した事で採用が終わったが、現在でも中国メーカーの小型トラックではこの形式のエンジンの採用例が散見される。

## CE型 (926cc)
CE型は1984年11月にモータースポーツグループB専用車両として200台限定で販売された、シャレード・926ターボ専用のエンジンである。CB50型ターボエンジンをベースに、当時のFIA及びJAFの排気量規定に則り、過給係数1.4を掛けられた際に1300cc以下クラスへ出場できるように、内径を73.4mmにボアダウンしている。最大出力は76PS/5,500rpm。
1985年の第26回東京モーターショウには、CE型をベースにDOHC12バルブ化し、シャレードの車体に横置きミッドシップ搭載したコンセプトカーのシャレード・デ・トマソ926Rも発表された。926Rのエンジンは最高出力はグロス120PSとされ、C系列エンジン史上最も高出力なものとなったが、市販はされないまま終わった。
CE型もシャレードのごく一部での採用に終わったが、1,000cc以下クラスでのホットハッチというコンセプト自体は、ストーリアX4のJC-DET型や、ブーンX4のKJ-VET型に受け継がれている。